# Дівчина-п'явка
«Дівчина-п'явка» (англ. The Leech Woman) — американський фантастичний фільм жахів режисера Едварда Дейна 1960 року.

## Сюжет
Ендокринолог Пол Талбот зустрічає африканку, яка відкриває йому секрет вічної молодості. Виявляється, для повернення юності необхідна лише ін'єкція мозкової витяжки. Талбот вирішує скористатися цим методом, щоб повернути красу своїй старій дружині.

## У ролях
- Колін Грей — Джуні Талбот
- Грант Вільямс — Ніл Фостер
- Філліп Террі — доктор Пол Талбот
- Глорія Телботт — Саллі
- Йон Ван Дрелен — Бертрам Гарвей
- Естель Хемзлі — стара Малла
- Кім Гемілтон — молода Малла
- Артур Батанідес — Джеррі
- Гарольд Гудвін — детектив Джой